# Kot pri Damlju
Kot pri Damlju – wieś w Słowenii, w gminie Črnomelj. W 2018 roku liczyła 10 mieszkańców.